# Presidentes do Club Gimnasia y Esgrima La Plata
Presidentes do Gimnasia y Esgrima La Plata
Ao longo de seus mais de 120 anos de história foram 55 os Presidentes do Club Gimnasia y Esgrima La Plata que tiveram a responsabilidade de conduzir os destinos institucionais do clube. Muitos deles contribuíram acções para que a entidade fosse crescendo com o passo dos anos. Alguns ficaram mais na memória dos torcedores do clube, pelos lucros obtidos, ou por ter realizado obras destacadas.
O atual presidente do Gimnasia y Esgrima La Plata é Gisande Walter, que ganhou nas eleições do ano passado por 16 votos.

## Primeiro presidente

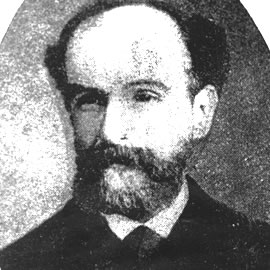
Saturnino Perdriel 1887.

Saturnino Perdriel foi um proeminente empresário e vizinho do tempo, foi o fundador e primeiro presidente da Gimnasia y Esgrima La Plata, em 1887. Era um oficial do Ministério das Finanças da Província de Buenos Aires e morreu prematuramente em 1888 (um ano de presidência) .

## Sistema eleitoral
Atualmente, o presidente do Club de Gimnasia y Esgrima La Plata é eleito pelos seus membros, através de eleições que se realizam de três em três anos. Ao mesmo tem o direito de eleger e ser eleito a cada parceiro e sócio do clube mais de 18 anos com três anos de antiguidade como parceiros de voto e sete para aderir ao Comissão Directiva.

## Comissão Directiva 2007-2010
- Presidente: Walter Gisande.
- Vicepresidentes: Fabián Cagliardi, Juan Carlos Escanda e Ernesto Fischer.
- Vocales Titulares: Renato Ottaviano, Ernesto Díaz, Daniel Giraud, Laureano Durán, Víctor Paladino, Miguel Lavarra, Roberto Coscarelli, Pablo Blanco, Ricardo Vera, Flavio González, Daniel Bellini, Emidio Pappalardo e Marcelo Gisande.
- Vocales Suplentes: Carlos Gerez, Jorge García, Roberto Capalbo, Santiago Barbieri, Ricardo Díaz, Alberto Castillo e Jorge Quintín.
- Revisores de Cuentas Titulares: Ricardo López Osornio, Facundo Menéndez e Pablo Juanes.
- Revisores de Cuentas Suplentes: Hernán Paladino e Alejandro Cisneros.
- Jurado de Honor Titular: Alberto Durán, Omar Nicora, Elvio Sagarra, Julio Novarini e Eugenio Mijailoff.
- Jurado de Honor Suplente: Alfredo Ferrarini e Gustavo Scoppa.

## Todos os presidentes
| Orden | Imagem | Presidente                      | Início                 | Fim                     | Notas |
| 1.º   |        | Saturnino Perdriel              | 1887                   | 1888                    | Primer presidente. Falleció en 1888. El cargo pasó al vice-presidente Etcheverry, hasta que por asamblea se eligió al nuevo presidente del Club, José Antonio Lagos.                |
| 2.º   |        | José Antonio Lagos              | 3 de abril de 1888     | 8 de fevereiro de 1889  | |
| 3.º   |        | Osvaldo Botet                   | 9 de fevereiro de 1889 | 15 de diciembre de 1889 | |
| 4.º   |        | Dr. Adolfo Montier              | 1889                   | 1891                    | |
| 5.º   |        | Dr. Ricardo C. Aldao            | 1891                   | 1891                    | |
| 6.º   |        | Dr. Alejandro Korn              | 1891                   | 1894                    | |
| 7.º   |        | Dr. Mariano Paunero             | 1894                   | 1896                    | |
| 8.º   |        | Dr. Teodoro Granel              | 1896                   | 1896                    | |
| 9.º   |        | Norberto Casco                  | 1896                   | 1897                    | |
| 10.º  |        | Cap. Miguel Gutiérrez           | 1897                   | 1897                    | |
| 11.º  |        | Dr. Julio Julianez Islas        | 1897                   | 1898                    | |
| 12.º  |        | Juan M. González                | 1898                   | 1900                    | |
| 13.º  |        | Dr. Edelmiro Palacios           | 1900                   | 1903                    | |
| 14.º  |        | Cap. Miguel Gutiérrez           | 1903                   | 1904                    | |
| 15.º  |        | Dr. César Ameghino              | 1904                   | 1905                    | |
| 16.º  |        | Ricardo Guido Lavalle           | 1905                   | 1906                    | |
| 17.º  |        | Ing. Benjamín Sal               | 1906                   | 1907                    | |
| 18.º  |        | Dr. Horacio J. Araúz            | 1907                   | 1909                    | |
| 19.º  |        | Diego Arana                     | 1909                   | 1910                    | |
| 20.º  |        | Dr. Edelmiro Palacios           | 1910                   | 1913                    | |
| 21.º  |        | Julio J. Paz                    | 1913                   | 1913                    | |
| 22.º  |        | Dr. Emiliano de La Puente       | 1913                   | 1913                    | |
| 23.º  |        | Juan José Atenció               | 1913                   | 1913                    | Electo pero renunció antes de asumir la presidencia. |
| 24.º  |        | Dr. Emiliano de La Puente       | 1913                   | 1914                    | |
| 25.º  |        | Telésforo B. Ubios              | 1914                   | 1914                    | |
| 26.º  |        | Dr. Emiliano de La Puente       | 1914                   | 1915                    | |
| 27.º  |        | Jacinto Augusto Castellanos     | 1915                   | 1915                    | Electo pero renunció antes de asumir la presidencia. |
| 28.º  |        | Dr. Emiliano de La Puente       | 1915                   | 1917                    | |
| 29.º  |        | Guillermo O'Reilly              | 1917                   | 1919                    | |
| 30.º  |        | Dr. Alejandro Oyuela            | 1919                   | 1920                    | |
| 31.º  |        | Dr. Horacio Casco               | 1920                   | 1925                    | |
| 32.º  |        | Dr. Augusto Lidiedal            | 1925                   | 1927                    | |
| 33.º  |        | Dr. Alberto González            | 1927                   | 1928                    | |
| 34.º  |        | Dr. Adolfo Rivarola             | 1928                   | 1929                    | |
| 35.º  |        | Juan Carlos Zerillo             | 1929                   | 1931                    | Campeón del Torneo Amateur Argentino en 1929. |
| 36.º  |        | Juan T. Erbiti                  | 1931                   | 1932                    | |
| 37.º  |        | Ing. Juan Ángel Marmonti        | 1932                   | 1932                    | |
| 38.º  |        | Dr. Plácido Seara               | 1932                   | 1934                    | |
| 39.º  |        | Juan T. Erbiti                  | 1934                   | 1936                    | |
| 40.º  |        | Osvaldo Cortelezzi              | 1936                   | 1937                    | |
| 41.º  |        | José Julián Saiñas              | 1937                   | 1938                    | |
| 42.º  |        | Ing. José Montalvo              | 1938                   | 1942                    | |
| 43.º  |        | Dr. Carlos C. Tejo              | 1942                   | 1945                    | |
| 44.º  |        | Dr. Plácido Seara               | 1945                   | 1945                    | |
| 45.º  |        | Cap.Horacio Barandiarán         | 1945                   | 1947                    | |
| 46.º  |        | Dr. Gabriel Rodríguez           | 1947                   | 1948                    | |
| 47.º  |        | Dr. Carlos Insúa                | 1948                   | 1955                    | |
| 48.º  |        | Genaro Rucci                    | 1955                   | 1957                    | |
| 49.º  |        | Dr. Laureano Durán              | 1957                   | 1967                    | |
| 50.º  |        | Dr. Pedro Osvaldo Enrique Soria | 1967                   | 1968                    | El 13 de diciembre de 1967 asume la presidencia, pero debido a diferencias con sus pares de la Comisión Directiva renuncia a la misma, asumiendo Venturino el 2 de abril de 1968.   |
| 51.º  |        | Oscar Emir Venturino            | 1968                   | 1979                    | [ 3 ] [ 4 ] |
| 52.º  |        | Cdr.Jorge Tittarelli            | 1979                   | 1980                    | |
| 53.º  |        | Tomás Sessa                     | 1980                   | 1980                    | |
| 54.º  |        | Norberto Coco Sánchez           | 1980                   | 1983                    | |
| 55.º  |        | Alejandro Breccia               | 1983                   | 1983                    | |
| 56.º  |        | Mario Milazzo                   | 1983                   | 1983                    | |
| 57.º  |        | Dr. Hugo Barros Schelotto       | 1983                   | 1983                    | |
| 58.º  |        | Héctor Atilio Delmar            | 1983                   | 1989                    | En 1984 con Delmar Gimnasia ascendió de la Primera B a Primera división. |
| 59.º  |        | Cdr. Roberto Vicente            | 1989                   | 1992                    | |
| 60.º  |        | Héctor Atilio Delmar            | 1992                   | 1998                    | En 1992 Gimnasia ingresó a la Copa Conmebol; en 1993 ganó la Copa Centenario; y en 1995, 1996 y 1998 salió subcampeón de Primera.                                                   |
| 61.º  |        | Cdr. Héctor Domínguez           | 1998                   | 2004                    | Domínguez ganó el 28 de noviembre de 1998 con 1.847 votos (49,89 por ciento) contra 1.450 de Delmar (el 39,16 por ciento) y 405 sufragios (el 10,94 por ciento) de Marcelo Ferrari. |
| 62.º  |        | Ing. Francisco Gliemmo          | 2004                   | 2004                    | [ 9 ] [ 10 ] |
| 63.º  |        | Juan José Muñoz                 | 2004                   | 2007                    | [ 11 ] |
| 64.º  |        | Hugo Capdebarthe                | 2007                   | 2007                    | |
| 65.º  |        | Walter Gisande                  | 2007                   |                         | Em exercício desde 1 de dezembro de 2007. |

## Mayor cantidad de años
| Presidente           | Anos |
| -------------------- | ---- |
| Oscar Emir Venturino | 11   |
| Laureano Durán       | 10   |
| Carlos Insúa         | 7    |